# 772

## Esdeveniments
- Adrià I esdevé papa de Roma.
- Simbaci III Bagratuní, patrici, deixà de ser generalíssim d'Armènia.
- Vasaces Bagratuní deixa de ser nakharar de Taron.
- Djahap al-Qaisi es casà amb la filla de Musel IV Mamiconi per a legalitzar el seu domini i convertint-se en nakharar de bona part dels dominis Mamiconis.
- Es funda l'emirat Qaysita, a la regió d'Armènia.
- Al-Abbàs ibn Muhàmmad deixa de ser governador de la Jazira.
- Yazid ben Hatim al-Muhallabí ocupa la ciutat de Gabès a l'actual Tunísia.
- Es dissol el segon imamat ibadita de Tripolitana, estat ibadita que va existir a la regió d'Ifríqiya.

## Naixements
- Toledo, Califat abbàssida: Issa ibn Dínar, un dels tres grans fundadors del dret teològic musulmà a l'Àndalus junt amb Yahya ibn Yahya i Abd-al-Màlik ibn Habib.
- Vala de Corbie, comte carolingi i abat, net de Carles Martell.

## Necrològiques
- 24 de gener, Roma, Estats Pontificis: Esteve III, Papa de l'Església catòlica (768 - 772).